# Friesenhäuschen
Friesenhäuschen ist eine Ortslage in der bergischen Großstadt Solingen.

## Geographie
Friesenhäuschen befindet sich an einem Nordhang des Krausener Bachtals im nordwestlichen Teil des Solinger Stadtteils Wald. Die Ortslage umfasst heute die Häuserreihen auf beiden Seiten der Friesenstraße, die westlich von Wittkulle an jener Stelle von der Wittkuller Straße abzweigt, wo die Straße Talblick hinunter ins Ittertal führt. Auf der gegenüberliegenden Seite des Krausener Bachs liegt die Hofschaft Krausen. Westlich liegen, dem Verlauf des Baches bis zu seiner Mündung in die Itter folgend, zunächst Rolsberg und dann Untenitter, bevor die Stadtgrenze zu Haan erreicht wird.

## Etymologie
Der Ortsname ist von dem Namen einer Familie Friese abgeleitet, der dort offensichtlich ein Haus gehörte.

## Geschichte
Die Ortslage findet erstmals Erwähnung in der Topographischen Aufnahme der Rheinlande von 1824. Dort ist der Ort als Friesenhaus verzeichnet. Die Preußische Uraufnahme von 1844 verzeichnet den Ort als Friesenhäuschen, die Topographische Karte des Regierungsbezirks Düsseldorf von 1871 verzeichnet den Ort hingegen nicht.
Friesenhäuschen gehörte zusammen mit Krausen, Rolsberg und Bavert historisch zunächst zu der Honschaft Bavert innerhalb des Amtes Solingen. Die gesamte Region gehörte bis Anfang des 19. Jahrhunderts zum Herzogtum Berg, das zuletzt im Besitz des Herzogs Maximilian IV. von Bayern war. Aufgrund eines Tauschvertrags kam das Gebiet 1806 in den Machtbereich Napoleons und damit zum Rheinbundstaat Großherzogtum Berg. Im Zuge einer Territorialreform im Jahre 1807 wurde die Honschaft Bavert aufgelöst und Friesenhäuschen der Honschaft Itter innerhalb der neu gegründeten Mairie Wald zugeordnet. Aus letzterer wurde im Jahre 1815 die Bürgermeisterei Wald.
1815/16 lebten drei, im Jahr 1830 ebenfalls drei Menschen im als Einzelnes Haus bezeichneten Friesenhäusgen. 1832 war der Ort unter dem Namen Friesenhaus Teil der Ersten Dorfhonschaft innerhalb der Bürgermeisterei Wald. Der nach der Statistik und Topographie des Regierungsbezirks Düsseldorf als Kotten kategorisierte Ort besaß zu dieser Zeit zwei Wohnhäuser und zwei landwirtschaftliche Gebäude. Zu dieser Zeit lebten sieben Einwohner im Ort, allesamt evangelischen Bekenntnisses. Die Gemeinde- und Gutbezirksstatistik der Rheinprovinz führt den Ort 1871 mit drei Wohnhäusern und neun Einwohnern auf. Im Gemeindelexikon für die Provinz Rheinland von 1888 werden für Friesenhäuschen vier Wohnhäuser mit 27 Einwohnern angegeben. 1895 besitzt der Ortsteil zwei Wohnhäuser mit 15 Einwohnern.
Der Ortsname Friesenhäuschen wurde von der Stadt Wald im Jahre 1901 amtlich als Straßenname eingeführt, als die Verbindungsstraße zwischen dem Ort und der Wittkuller Straße den Namen Friesenstraße erhielt. Mit der Städtevereinigung zu Groß-Solingen im Jahre 1929 wurde Friesenhäuschen ein Ortsteil Solingens. Zugunsten der Walder Friesenstraße wurde die Ohligser Friesenstraße nach der Städtevereinigung im Jahre 1935 zur Alemannenstraße. Der Name der Ortslage Friesenhäuschen findet abseits des Straßennamens in heutigen Stadtplänen allerdings keine Erwähnung mehr.